# Les Escrocs (groupe)
Pour l’épisode des Simpsons, voir Les Escrocs.
Les Escrocs est un groupe français de musique humoristique. Formé en 1993, le groupe se compose de trois musiciens, Éric Toulis, Hervé Coury et Didier Morel, et s’est révélé l’année suivante avec l’album Faites-vous des amis et la chanson Assedic. Les Escrocs comptent au total trois albums, avant de mettre leur formation en sommeil en 2004. Ils se sont reformés en 2015.

## Histoire

### Débuts
Les Escrocs sont formés en 1993 par Éric Toulis, Hervé Coury et Didier Morel, trois musiciens poly-instrumentistes parisiens passés par diverses formations. Ils ont notamment joué ensemble dans le Waka Waka, un groupe qui compta également dans ses rangs Jean-Luc Millot (Têtes raides) et Pierre Gauthé (Mano Negra). Après la dissolution du Waka Waka, les trois amis s’isolent à la campagne pour composer des chansons. Leurs premières maquettes attirent l’attention du label Java. Ils entrent en studio pour enregistrer leurs premières compositions. Emmanuel de Buretel le patron de Virgin France, les repère et les signe. Le trio se baptise Les Escrocs, en référence à la faculté de ses membres de se glisser avec une aisance égale dans le costume de musiciens de tous les styles (jazz manouche, tango, java, reggae, funk...).

### Premiers succès
En juin 1994 sort le premier single des Escrocs, Assedic, une bossa-nova indolente et immorale sur le chômage, très politiquement incorrecte. L’accueil des médias est positif et le titre est diffusé sur les radios. Le groupe tourne un clip d’Assedic, diffusé sur la chaîne télévisée M6, qui contribue à sa notoriété croissante.
L’album Faites-vous des amis sort en 11 octobre 1994, composé de chansons, comme Mobylette et Loukoum et camembert, qui radiographient avec swing et humour les petits travers de la société française. Les paroles sont signées Eric Toulis. Dans la foulée, les Escrocs sont invités dans plusieurs émissions télévisées de variétés grand public. Ils sont engagés pour assurer la première partie de la tournée d'Alain Souchon, qui passe par des Zénith, et se produisent devant des salles de plusieurs milliers de personnes. Le titre Assedic séduit les studios américains, et la chanson figure en 1995 dans la bande-originale de French Kiss, avec Meg Ryan,. Elle sera également au générique en 2003 de Tout peut arriver, avec Jack Nicholson, Diane Keaton et Keanu Reeves.

### Albums suivants
En 1996, Les Escrocs enregistrent leur deuxième album, C’est dimanche, toujours chez Virgin. Il sort l’année suivante mais rencontre un succès moindre que le précédent, malgré les critiques bienveillantes de la presse spécialisée. La tonalité des chansons est dans la lignée de celles du disque précédent, entre variété de styles, mélodies joliment troussées et paroles mordantes ou insouciantes. La sortie de l’album est suivie d’une tournée. L’activité de la formation est toutefois ralentie, en 1998, par la blessure à la main d’Hervé Coury, qui le contraint à s’arrêter de jouer durant un an.
Éric Toulis met à profit cette période de parenthèse pour développer un projet personnel tourné vers l’humour et la chanson, qui débouche en 2000 sur la parution de Soyons bref, son premier album personnel.  De leur côté, les Escrocs quittent Virgin et auto-produisent leur troisième album, Le Bal des vilains, dont une première mouture éditée à mille exemplaires sort en 2000 sur le label Next Music. Deux ans plus tard paraît la version définitive de ce troisième album, Six pieds sur terre, dont les deux titres les plus diffusés sont Je suis speed et La Java du caniveau. De plus en plus tentés de développer des projets personnels, les Escrocs mettent progressivement leur groupe en sommeil. Ils enregistrent toutefois un nouveau titre ensemble en 2006, une reprise de La Boum de Renaud destiné à figurer dans un album hommage au chanteur (Polydor), projet finalement avorté.

### Parenthèse et retrouvailles
À partir du milieu des années 2000, tout en restant régulièrement en contact, les Escrocs volent de leurs propres ailes. Eric Toulis développe son projet solo mêlant chanson et humour et sort deux nouveaux albums. Hervé Coury compose des chansons et publie deux albums sous les pseudos de Kouri et Makaroff. Il accompagne en studio et en tournée des artistes comme Adamo ou Bénabar. Quant à Didier Morel, il met à profit cette période pour voyager, en Amérique du Sud notamment, avant de créer avec Fifi Naeder un spectacle jeune public, Voyage en percussions.
En 2015, les trois musiciens, enrichis par ces expériences personnelles, ressentent l’envie de se réunir de nouveau pour composer ensemble. Dominique Fournier, leur manager et sonorisateur des années 2000, reprend ses fonctions. Les Escrocs donnent en septembre 2015 deux premiers concerts à Noisy-le-Sec, en Seine-Saint-Denis, qui scellent leurs retrouvailles. Au cours des deux années suivantes, ils se produisent sur scène et composent au fil du temps, la nouveauté étant l’apport de morceaux écrits et chantés par Hervé Coury. En juin 2016 sort Plages privées, une compilation de titres remastérisés, live et inédits. Un nouvel album studio des Escrocs, inttiulé Super-héros, sort en 2018 chez Big Thumb Productions (L'Autre Distribution),.

## Membres
- Éric Toulis — parolier, chant, guitares, basse, tuba, trompette, banjo, batterie
- Hervé Coury — parolier, piano, orgue, accordéon, clarinette, flûte à bec, harmonica, synthétiseur, saxophone
- Didier Morel — poèmes, percussions, chœurs

## Discographie
- 1994 : Faites-vous des amis
- 1997 : C'est dimanche
- 2000 : Le Bal des vilains
- 2002 : Six pieds sur terre
- 2016 : Plages privées (compilation de titres remastérisés, lives et inédits)
- 2018 : Super-héros